# Expedia.com
A Expedia Inc. é uma agência de viagens online de propriedade do Expedia Group, uma empresa americana de compras online de viagens com sede em Seattle. O site e o aplicativo móvel podem ser usados para reservar passagens aéreas, reservas de hotéis, aluguel de carros, navios de cruzeiro e pacotes de férias.

## História
A Expedia.com foi lançada em 22 de outubro de 1996, como uma divisão da Microsoft.
Em 1999, a Microsoft desmembrou a empresa como uma empresa pública. Rich Barton tornou-se CEO da Expedia.
Em julho de 2001, a USA Networks, Inc. comprou a Expedia da Microsoft.
Em dezembro de 2010, as listagens da AMR Corporation, empresa controladora da American Airlines e American Eagle Airlines, foram suspensas pela Expedia devido a uma disputa sobre como as tarifas e horários da América apareciam nos resultados de pesquisa do site AMR e Expedia chegaram a um acordo em abril de 2011, permitindo que os ingressos voltem a ser vendidos através do site agregado.
Em março de 2011, a Expedia comprou Travel Smart Vacations por US$ 11,3 milhões.
Em junho de 2014, a Expedia começou a aceitar bitcoins.
Em maio de 2018, a Expedia comprou USMEXCA TRAVELS por US$ 12,6 milhões.
Iniciando o ciclo 2018/21, a Expedia Group tornou-se o primeiro patrocinador global da UEFA Champions League e da Supercopa da UEFA, já que a Expedia se estende para outra temporada até 2024 e a Hotels.com encerrará o patrocínio após a temporada 2021/22.
A receita da Expedia diminuiu de US$ 12 bilhões em 2019 para US$ 5,2 bilhões em 2020 devido à pandemia de COVID-19.
De acordo com o Travel Market Report, de janeiro a dezembro de 2020, o Departamento de Transportes dos EUA recebeu 14.604 reclamações sobre a Expedia e outras agências de viagens online (OTAs) de clientes que tentavam obter reembolsos por voos cancelados. Como observa a fonte: "Nas mídias sociais, os clientes reclamaram de tempos de chamada excessivamente longos e de não conseguirem falar com um representante, levando os viajantes a não conseguir fazer alterações em seus planos de viagem ou iniciar reembolsos. Algumas pessoas disseram que não conseguiram falar com alguém por mais de 24 horas e uma pessoa disse que ligou mais de 30 vezes."